# 石田修一
石田 修一（いしだ しゅういち、1954年 - ）は、日本の北海道出身の音楽科教諭。
現在は柏市立柏高等学校吹奏楽部総監督、千葉県吹奏楽連盟副理事長、全日本吹奏楽連盟東関東支部理事、日本音楽教育文化振興会評議委員、日本管打吹奏楽学会副執行役員、日本高等学校吹奏楽連盟副理事長、日本バンドクリニック委員会委員、柏の葉吹奏楽団音楽監督、柏市民吹奏楽団顧問、尚美ミュージックカレッジ専門学校管弦打楽器学科客員教授、開智国際大学教育学部教授。開智アカデミックウインドオーケストラ顧問

## 概要
1954年に北海道にて生まれ、小中学生時代を福岡県、高校生時代を千葉県にて過ごし大阪芸術大学へ進学。
1978年に柏市立柏高等学校へ開校と同時に音楽科教諭として赴任し吹奏楽部を創設。同部を全日本高等学校選抜吹奏楽大会(全大会出場し最高成績は満点)、ホリデーミュージックフェスティバル(2000年全部門グランプリ)、東関東選抜吹奏楽大会(最高成績は満点)、マーチングバンド世界大会(2011年金賞)、全日本吹奏楽コンクール(最高成績は1位)、日本管楽合奏コンテスト全国大会(最高成績は満点)、全日本マーチングコンテスト(最高成績は金賞)、全日本高等学校吹奏楽大会(全大会出場し最高成績は総合グランプリ)、マーチングバンド全国大会(2006,2017年銀賞)、マーチング世界大会(2002年高校生の部優勝)へ導く。同部として「出没！アド街ック天国」(2005年)、「世界一のSHOWタイム」(2010年当時番組最高金額獲得)、「カルピスソーダ(CM)」(2011年)、「世界一受けたい授業」(2011年)、「笑ってコラえて」(密着取材となった2011年以外も度々登場)、「24時間テレビ」(2011年)、「世界の果てまでイッテQ!」(2011,2012,2014年)、「暮らしの探索」(2012年)、「青春☆部活」(2013年)、「市立柏研Q所」(2015年)、「エンターザミュージック」(2015年)、「Rの法則」(2017年)、「題名のない音楽会」(2017,2018年)等多数テレビ出演。各種大会以外に、東葛地区の小中学校の創立記念コンサートや芸術鑑賞会、地域の多数イベント、関東圏の特別イベントに出演する等して年間約60公演以上毎年行う。また、年によって日本各地や国外(アメリカ,シンガポール,中国,ベトナム等)でのコンサートツアー、ローズパレード(2000年)、愛・地球博(2005年)、ゆめ半島千葉国体(2010年)、朝日広告賞贈呈式(2013年)、みどりの愛護のつどい(2016年)、ドラゴンクエストライブスペクタクルツアー(2016年)、「モアナと伝説の海」上映記念演奏会(2017年)、上海之春国際音楽祭(2018年)等にも出演。同部としてCD「ブラバン!甲子園U-18」(2011年),「ブラバン!甲子園U18-2」(2012年),「ブラバン・ディズニー!2」(2017年)収録。同部としてのDVD「The Best Of ICHIKASHI」(2007年),「The Best Of ICHIKASHI 2」(2015年),「石田修一先生の吹奏楽指導」(2016年),「チャリティーコンサート」(2018年),「石田修一先生の吹奏楽指導Ⅱ」(2019年)もある。
環太平洋音楽祭にて全日本高等学校選抜吹奏楽団を指揮。
音楽教育振興賞、全日本吹奏楽コンクール永年出場者賞、日本吹奏楽アカデミー賞、ソウルアリラン賞(存命中の受賞者は初)を受賞。
著書に、「心をひとつに響かせる！」。｢金賞よりも大切なこと｣　など。